# Shaun Ryder
Pour les articles homonymes, voir Ryder.
Shaun "X" Ryder, né Shaun William Ryder le 23 août 1962 à Little Hulton, près de Salford, est un chanteur et compositeur anglais, devenu célèbre à la fin des années 1980 lors de l'avènement du mouvement Madchester.

## Biographie
De 1981 à 1993, Ryder était le chanteur des Happy Mondays signés chez Factory Records, l'un des groupes les plus connus du mouvement Madchester. Il en était également la figure symbolique, en compagnie de Bez, le "dancer" du groupe. Durant cette période, et comme ses acolytes, Ryder abusera de drogues en tous genres, dont le cannabis, l'ecstasy et l'héroïne, ce qui laissera des traces quelques années plus tard.
En 1995, avec Bez et Kermit il fonde le groupe Black Grape, qui se séparera en 1998.
En 2005, Shaun Ryder est arrivé pour la première fois en tête du UK Top 40 en chantant sur DARE, une chanson du groupe Gorillaz sur leur album Demon Days.
Le 4 décembre 2010, après 21 jours d'aventures, il arrive second en finale du jeu de télé-réalité I'm a Celebrity... Get Me Out of Here! 10. C'est la chanteuse Stacey Solomon qui remporte l'aventure.

## Discographie
Happy Mondays
- 1987 – Squirrel and G-Man Twenty Four Hour Party People Plastic Face Carnt Smile (White Out)
- 1988 – Bummed
- 1990 – Pills 'n' Thrills and Bellyaches
- 1992 – Yes Please!
- 2007 – Uncle Dysfunktional

Black Grape
- 1995 – It's Great When You're Straight... Yeah
- 1997 – Stupid Stupid Stupid

Solo
- 2003 – Amateur Night in the Big Top
- 2021 – Visits From Future Technology

Compilation
- 2010 – Shaun William Ryder XXX: 30 Years of Bellyaching